# Мале Лудінце
Мале Лудінце (словац. Malé Ludince) — село, громада округу Левіце, Нітранський край. Кадастрова площа громади — 6.8 км².
Населення 166 осіб (станом на 31 грудня 2018 року).

## Історія
Мале Лудінце згадується 1293 року.

## Населення
| Рік:            | 1994. | 2004.   | 2014.    | 2024.   |
| --------------- | ----- | ------- | -------- | ------- |
| Кількість осіб: | 217   | 203     | 180      | 170     |
| Різниця:        |       | -6,45 % | -11,33 % | -5,55 % |

| Рік:            | 2023. | 2024.   |
| --------------- | ----- | ------- |
| Кількість осіб: | 169   | 170     |
| Різниця:        |       | +0,59 % |